# Kup Hrvatske u hokeju na travi za muškarce 2004.
Kup Hrvatske u hokeju na travi za muškarce za 2004. godinu je igran u proljetnom dijelu sezone 2003./04. Kup je osvojila "Mladost" iz Zagreba. 

## Rezultati
| klub1                      | -               | klub2                 | 1. ut           | 2. ut           | napomene                 |
| četvrtzavršnica            | četvrtzavršnica | četvrtzavršnica       | četvrtzavršnica | četvrtzavršnica | četvrtzavršnica          |
| -------------------------- | --------------- | --------------------- | --------------- | --------------- | ------------------------ |
| Akademičar Zagreb          | -               | Zagreb                | 0:4             | 0:4             |                          |
| Mladost Zagreb             | -               | Trešnjevka Zagreb     | 13:0            | 5:1             |                          |
| Zelina (Sveti Ivan Zelina) | -               | Concordia Zagreb      | 3:0             | 1:6             |                          |
| Jedinstvo Zagreb           | -               | Marathon-Senso Zagreb | 4:3             | 2:4             |                          |
|                            |                 |                       |                 |                 |                          |
| poluzavršnica              |                 |                       |                 |                 |                          |
| Zagreb                     | -               | Mladost Zagreb        | 1:5             | 0:13            |                          |
| Concordia Zagreb           | -               | Marathon-Senso Zagreb | 2:5             | 0:13            |                          |
|                            |                 |                       |                 |                 |                          |
| završnica                  |                 |                       |                 |                 |                          |
| Mladost Zagreb             | -               | Marathon-Senso Zagreb | 3:2             |                 | "Mladost" pobjednik kupa |

## Unutrašnje poveznice
- Kup Hrvatske u hokeju na travi za muške
- Prvenstvo Hrvatske u hokeju na travi 2003./04.

## Vanjske poveznice
- hhs-chf..hr, Hrvatski hokejski savez